# 美和中學青少棒隊

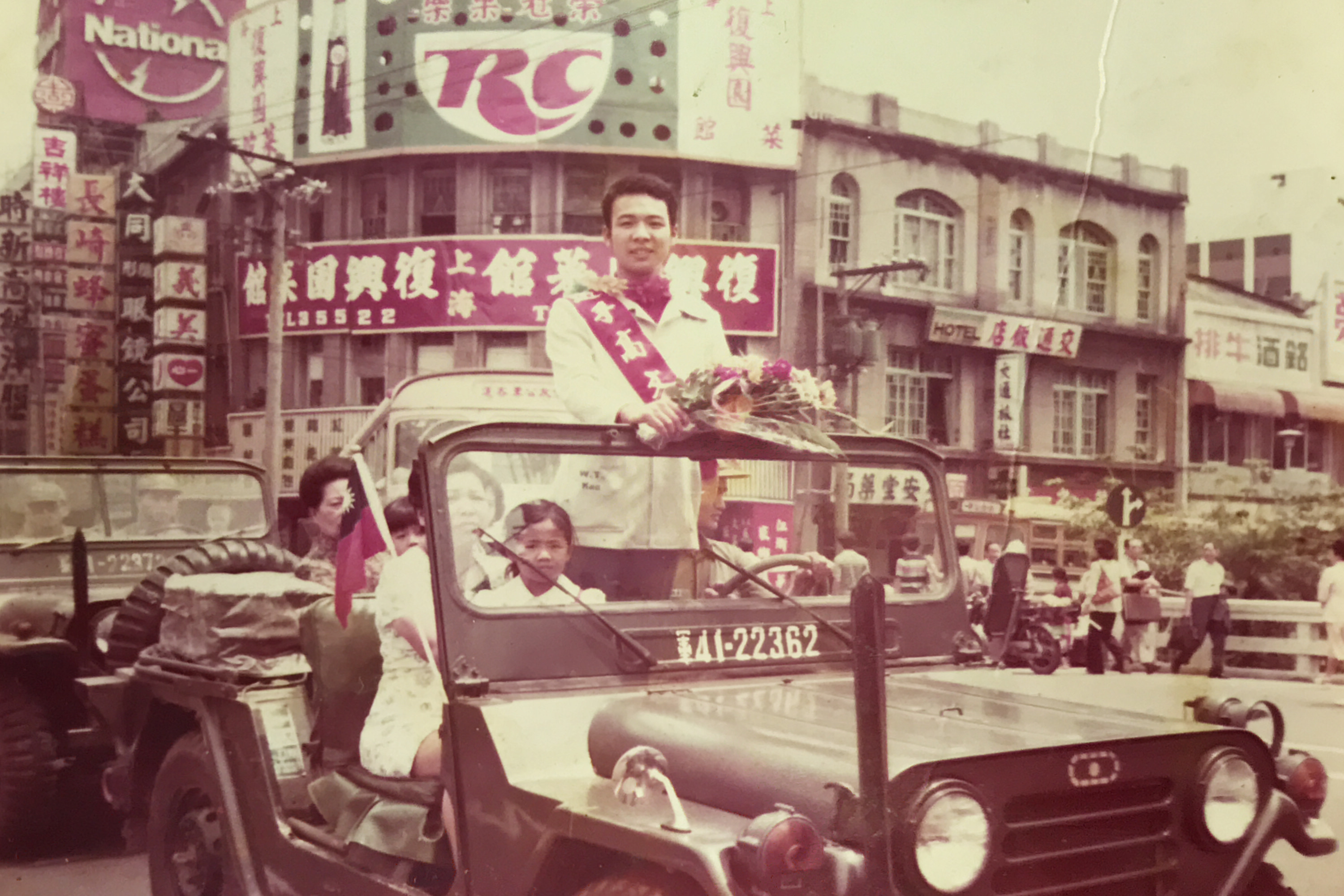
美和中學青少棒隊獲得1974年第14屆世界青少棒大賽冠軍

美和中學青少棒隊是台灣屏東縣私立美和高級中學所成立的一支棒球隊。1971年在學校創辦人兼董事長徐傍興博士支持下，美和中學首先成立了青少棒隊，接著再組成青棒隊，教練分別為宋宦勳和曾紀恩。

## 沿革
1968年，台灣開始實施九年國民義務教育，學生的升學壓力降低，學校師長鼓勵學生多方面發展專長，日本早稻田大學畢業的李梅玉校長，受到日本棒球運動的影響，遂積極推動美和中學發展棒球，也得到徐傍興博士大力支持，終於在1970年3月，和時任學校常務董事兼美和護專校長的徐富興先生，偕同舉辦第一屆六堆少棒賽:21，選拔表現好的球員保送至中學一年級就讀，另外，約聘當時還是臺電棒球隊教練的宋宦勳利用下午時間到校指導，是美和青少棒組成的開始。
1971年美和開始廣招好手，首先江仲豪、楊清瓏、陳昭銘、林俊民、黃明怡等轉學加入，接著徐生明、陳進財、曾明德、龔富豪、蕭文勝、張沐源、梁敬林等人也於此時加入，成為初代球員主要班底。之後，魏景林、李居明、唐昭鈞、劉宗富、許榮濱、江竹山、高文川、蘇順德陸續入學，奠定基礎。在1972年首次參加「全國青少年棒球賽」，順利拿下冠軍，接著以冠軍隊伍代表台灣到美國參加世界青少棒，取得當年的冠軍獎座。因表現突出，美和青少棒隊隊員受到時任行政院長蔣經國的接見。1973年正式聘請曾紀恩負責青棒隊、宋宦勳負責青少棒隊的培訓，旨在培育12歲至18歲的青少年。1974年青少棒隊得到「全國青少棒選拔賽」和首屆「全國青棒賽」雙料冠軍，接著再度代表台灣參加世界大賽得到世界冠軍。美和青少棒隊取得的成績和華興中學少棒隊難分軒輊，「南美和、北華興」的口號傳遍鄉里，更有「美和棒球王朝」之名號。
從1970年到2001年間，美和棒球隊共榮獲青少棒17次、青棒14次「全國選拔賽」的冠軍，代表台灣在世界錦標賽中多次獲得優異的成績，青少棒總共得到11屆的世界青少棒冠軍，美和中學成為了「棒球學府」，帶動起台灣青少年及青年棒球運動發展的高峰，為培育台灣強棒的搖籃。
隨著時間及環境變化，美和青少棒隊逐漸也面臨到招生不足的問題，在2008年畢業生畢業後將只剩兩名球員，遂決定最後一次出賽後停招青少棒，專心培育青棒隊球員。

## 外部連結
- .   [2023-04-21]. （原始内容存档于2021-04-12）.

- 美和中學青少棒隊在台灣棒球維基館上的頁面（繁體中文）